# Balnamoon House
Balnamoon House ist ein Herrenhaus nahe der schottischen Kleinstadt Brechin in der Council Area Angus. 1971 wurde das Bauwerk in die schottischen Denkmallisten in der Denkmalkategorie B aufgenommen. Sechs zugehörige Bauwerke sind ebenfalls eigenständig als Kategorie-B-Bauwerke klassifiziert: Die Gärten, das Eishaus, der Taubenturm, ein Wohngebäude, eine Sonnenuhr an der Frontseite sowie der Schaft einer Sonnenuhr östlich des Herrenhauses. Eine weitere Sonnenuhr östlich von Balnamoon House ist als Denkmal der höchsten Kategorie A eingestuft.

## Geschichte

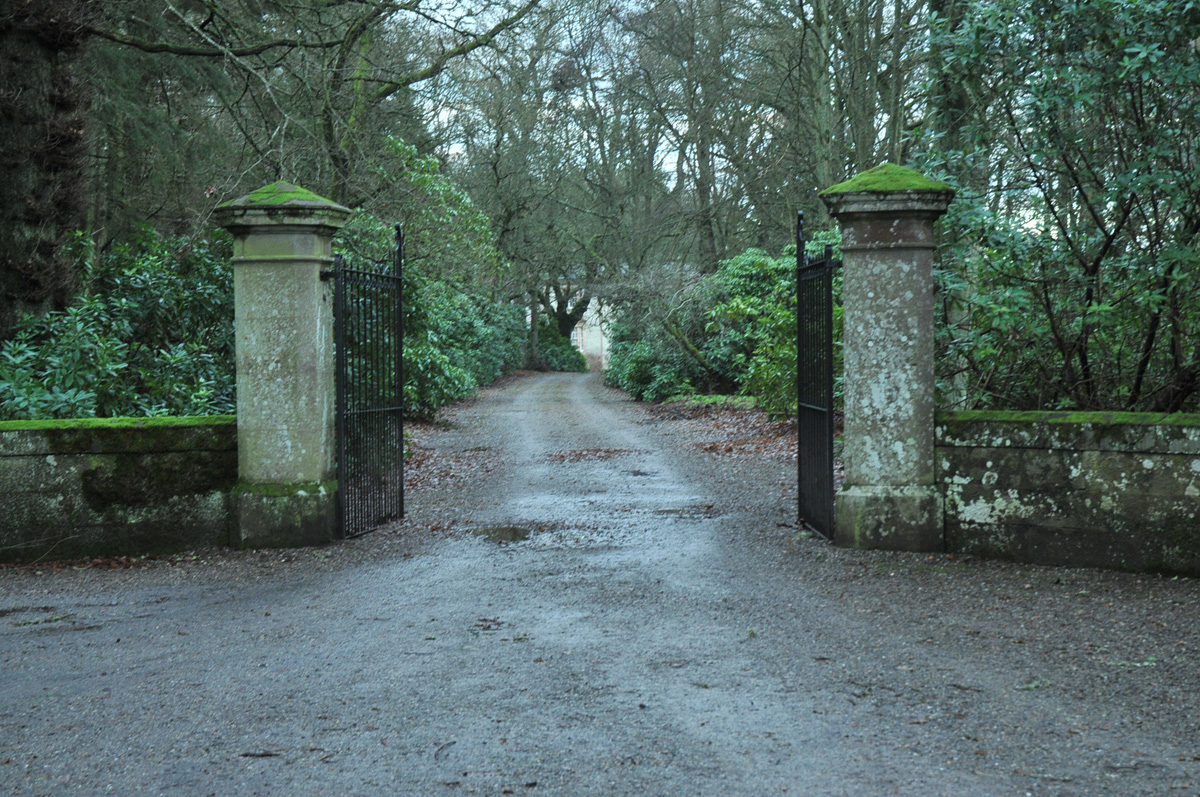
Pforte von Balnamoon House

Die ältesten Fragmente von Balnamoon House stammen vermutlich aus dem 15. Jahrhundert, vermutlich um 1490. Im Laufe des 17. und 18. Jahrhunderts wurde das Herrenhaus erweitert. Der wesentliche Teil des heutigen Balnamoon House entstand in den frühen 1820er Jahren. Auch William Burn war an dieser Bauphase beteiligt. 1826 wurden zwei weitere Gebäudeteile hinzugefügt und um 1860 der Eingangsbereich neu gestaltet.

## Beschreibung
Balnamoon House steht isoliert nahe dem linken Ufer der Baches Cruick Burn rund fünf Kilometer nordwestlich von Brechin. Das dreistöckige Herrenhaus ist klassizistisch ausgestaltet. Die annähernd symmetrisch aufgebaute, südexponierte Hauptfassade ist sieben Achsen weit. Der dorische Portikus wurde um 1860 errichtet. Die leicht aus der Fassade heraustretenden Eckrisalite sind eine beziehungsweise zwei Achsen weit. Der Nordwestflügel ist zweistöckig ausgeführt. Seine Fassade ist mit Harl verputzt, wobei Natursteindetails abgesetzt sind.
Die rund 1,4 Meter hohe Sonnenuhr steht westlich von Balnamoon House. Sie wurde um 1700 erschaffen. Es handelt sich um eine dorische Säule mit Kymatien und zahlreichen Zifferblättern unterschiedlicher Gestaltung.